# Ingrid Sogamoso
Ingrid Marlen Sogamoso Alfonso (Boyacá, Colombia, 1990) es una congresista colombiana, Representante a la Cámara por Boyacá, por el Partido Conservador Colombiano.

## Biografía
Ingrid Marlen Sogamoso Alfonso es una Representante a la Cámara por Boyacá, por el Partido Conservador Colombiano. Nació en el municipio de Guateque, y ha vivido la mayoría del tiempo en Garagoa. 
Es Abogada de la Universidad Sergio Arboleda y en la actualidad cursa una especialización en Derecho Administrativo. 

### Carrera política
Tiene una carrera política que comenzó como Concejal de Garagoa y, luego, fue candidata a la Asamblea de Boyacá en el año 2019. Posteriormente, en el 2022, fue candidata a la Cámara de Representantes y obtuvo la curul con 15 mil votos, aproximadamente.
Durante el primer año legislativo 2022-2023 fue elegida Vicepresidente de la Comisión VI De la Cámara de Representantes.